# لاژیدو دو تابوکال
لاژیدو دو تابوکال (به پرتغالی: Lajedo do Tabocal) یک منطقهٔ مسکونی در برزیل است که در باهیا واقع شده‌است. لاژیدو دو تابوکال ۸٬۵۷۷ نفر جمعیت دارد.